# Julio César Benítez
Julio César Benítez Amodeo (Montevideo, 1 oktober 1940 – Barcelona, 6 april 1968) was een Uruguayaans profvoetballer. Hij speelde als linkervleugelverdediger en Benítez maakte vooral faam bij FC Barcelona.  
Benítez debuteerde op 15-jarige leeftijd bij Racing Club de Montevideo. In 1959 kwam hij naar Spanje waar de verdediger achtereenvolgens bij Real Valladolid (1959-1960), Real Zaragoza (1960-1961) en FC Barcelona (1961-1968) speelde. 
Bij de club uit Catalunya viel hij niet alleen op door zijn verdedigende kwaliteiten, maar ook door zijn fysieke kracht, zijn uitstekende techniek en zijn aanvallende vermogen. Met FC Barcelona won Benítez in 1963 de Copa del Generalísimo en in 1966 veroverde hij met de Jaarbeursstedenbeker zijn tweede prijs. In april 1968 overleed Benítez op 27-jarige leeftijd aan een ernstige voedselvergiftiging ten gevolge van het eten van bedorven schaaldieren. Benítez kwam tot 238 wedstrijden en 26 doelpunten voor FC Barcelona.   
Zijn dood betekende een groot verlies voor FC Barcelona en meer dan honderdduizend mensen bezochten de kapel waar hij was opgebaard. Hevig aangeslagen wensten de spelers van FC Barcelona dat de competitiewedstrijd van 12 april tegen aartsrivaal Real Madrid, cruciaal voor het landskampioenschap, zou worden uitgesteld. De Spaanse voetbalbond liet zich van zijn slechtste kant zien door FC Barcelona te verplichten de wedstrijd te spelen. Het werd een gelijkspel, waardoor Real Madrid Spaans kampioen werd. Kort daarna wonnen de spelers van FC Barcelona in het Estadio Santiago Bernabéu wel de Copa del Generalísimo ten koste van Real Madrid en ze droegen de gewonnen beker op aan hun overleden ploeggenoot.  